# Mojito
De mojito is een cocktail met rum, limoensap, rietsuiker, spuitwater en munt met veel ijs. Deze vindt, net als de meeste op rum gebaseerde cocktails, zijn oorsprong op Cuba. Mogelijk is het daar op de suikerplantages ontstaan. De mojito was van origine bedoeld als medicijn.

## Geschiedenis
Over de herkomst van de naam bestaan verschillende theorieën. Mogelijk is de naam afgeleid van de mojosaus waar soms citroen door gemengd wordt. Ook kan de naam afgeleid zijn van het Spaanse woord mojado dat nat betekent.
De schrijver Ernest Hemingway stond erom bekend dol te zijn op deze cocktail. Hij dronk het vaak in de Cubaanse bar Bodeguita del medio. Hij schreef daar de volgende tekst op de muur: My mojito in La Bodeguita, My daiquiri in El Floridita. Deze tekst is nog steeds, in zijn handschrift, op de muur van deze bar te lezen.

## Varianten
Variaties zijn er voldoende door het spuitwater te vervangen door bijvoorbeeld cocossiroop of bosbessensiroop.
- Een bekende variatie is een Mojito Venezolano, een mojito op Venezolaanse wijze, waarbij twee aardbeien met de rietsuiker, limoen en munt worden fijngestampt. In plaats van aardbei kunnen ook andere soorten zacht fruit gebruikt worden, zoals sinaasappel en passievruchten. Door toevoeging van vruchtensiroop wordt de vruchtensmaak wat versterkt.
- De Cadushi Mojito wordt gemaakt op basis van gefermenteerde cactusschil. Deze wordt veel op Aruba, Bonaire en Curaçao gedronken.
- Door in plaats van spuitwater champagne te gebruiken, ontstaat de variant Mojito Royal.
- Door de rum te vervangen door tequila krijg je een Mexicaanse Mojito.
- Een Club Mojito krijg je door de witte rum te vervangen door bruine rum en een scheut Angostura bitters toe te voegen.